# 泰特萊哈
49°55′56″N 36°43′6″E / 49.93222°N 36.71833°E
泰特萊哈（烏克蘭語：Тетлега）是位於烏克蘭東部的村莊，由哈爾科夫州丘胡伊夫区的丘胡伊夫市鎮負責管轄。該村始建於1645年，面積2.14平方公里，海拔高度121米，2001年人口245，人口密度每平方公里114.7人。